# 法明寺 (大阪市)
法明寺（ほうみょうじ）は、大阪府大阪市東成区深江南にある浄土宗の寺院。
山号は深江山。本尊は阿弥陀如来。本堂、庫裏、薬医門、鐘楼が国の登録有形文化財。東側には深江稲荷神社がある。

## 歴史
文保2年（1318年）、この地に生まれた法明によって創建された。法明は融通念仏宗の本山である大念仏寺を再興した「中興の祖」でもある。
慶安元年（1648年）、浄土宗の僧善誉夢白が荒廃した堂宇を再建し、中興第1世となった。3世願信の代の寛文3年（1663年）、知恩院の末寺となった。
2023年（令和5年）8月7日、本堂、庫裏、薬医門、鐘楼が登録有形文化財に登録された。

## 境内
- 本堂
- 庫裏
- 薬医門
- 鐘楼
- 堂
- 雁塚 - 2基の石塔。片方は弘長2年（1262年）、もう片方は延元4年（1339年）建立[1]。

## 文化財

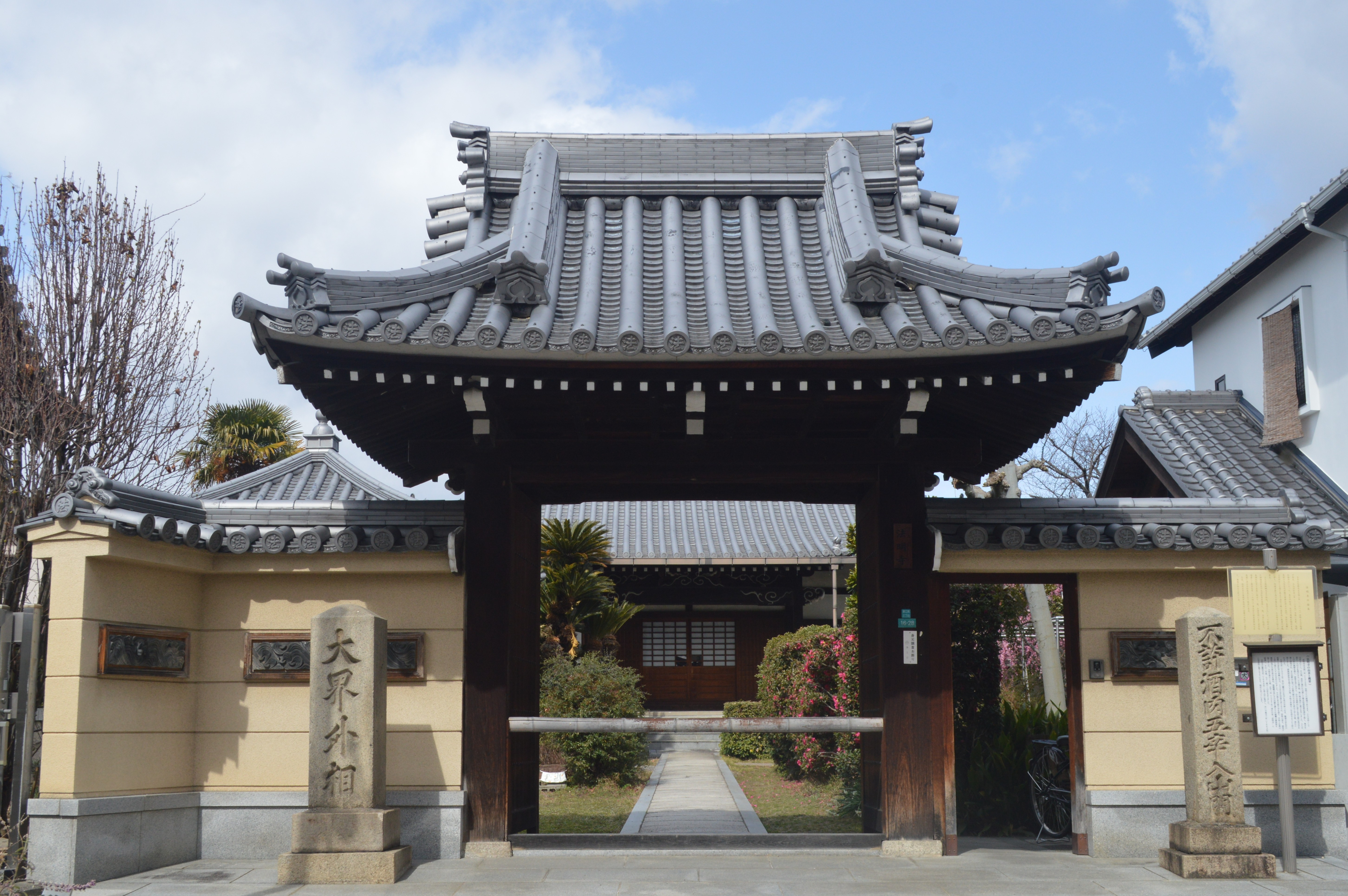
薬医門

### 登録有形文化財
- 本堂 - 江戸時代の元禄7年（1694年）建築。木造、平屋建。元は錣屋根、火災後に寄棟造とした平入本瓦葺き。一軒半繁垂木で反りは伸びやか。中央間を広くとった正面五間向拝付。内陣柱は太い円柱で、脇仏壇含む内陣は平面凸型で一段高く近世浄土宗本堂の特徴を持つ。
- 庫裏 – 寛政9年（1797年）建築。木造、瓦葺、建築面積258m2。入母屋造平入桟瓦葺のつし二階建、正背面に下屋を設け、入母屋造式台玄関を構える。内部は九間取座敷に広い土間と板間を並べ、竹の節欄間を備えるなど古風な面を持つ。
- 薬医門 – 寛政7年（1795年）建築。間口2.8メートルの薬医門。奈良街道から参道を引き込んで境内南面に開く、入母屋造平入本瓦葺の薬医門。格天井で、梁は三通り架け、控柱に水引虹梁を架ける。
- 鐘楼 – 正徳3年（1713年）建築。境内南西に位置し、切妻造本瓦葺、一軒半繁垂木、虹梁蟇股と絵様肘木を備え、角柱几帳面取下端粽付。基壇は切込み矧ぎ石積で、北面に切込み階段を備える。

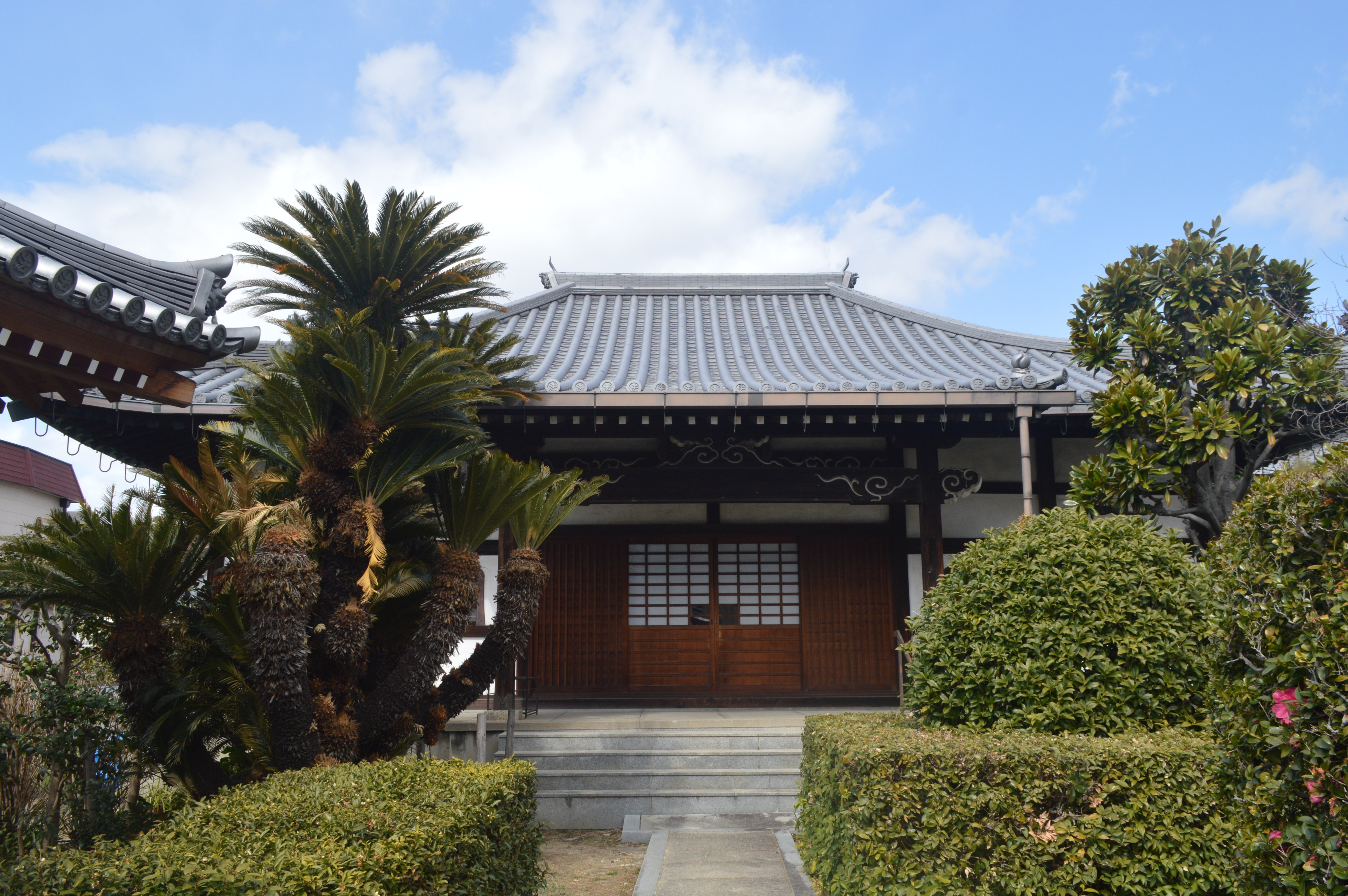
本堂
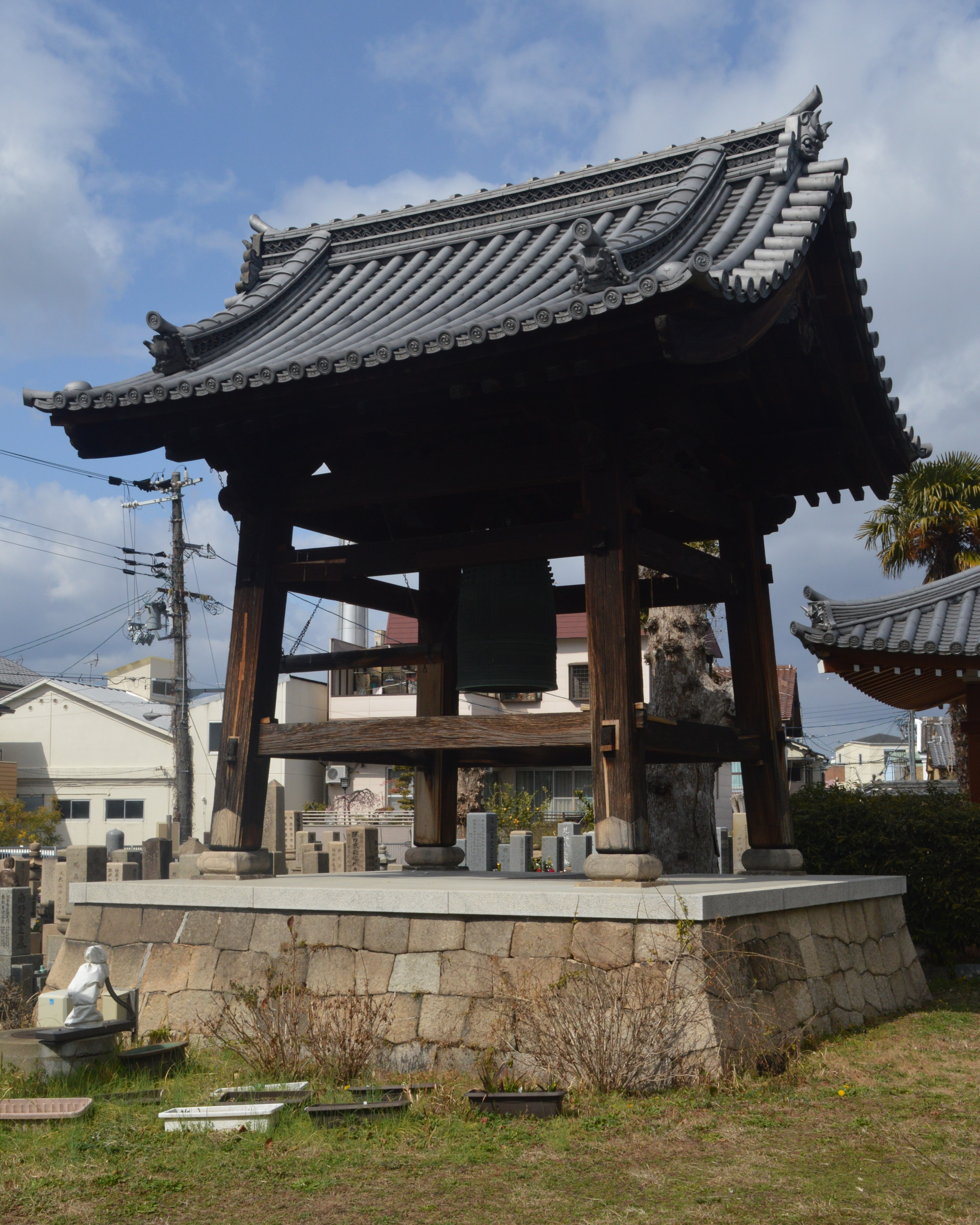
鐘楼
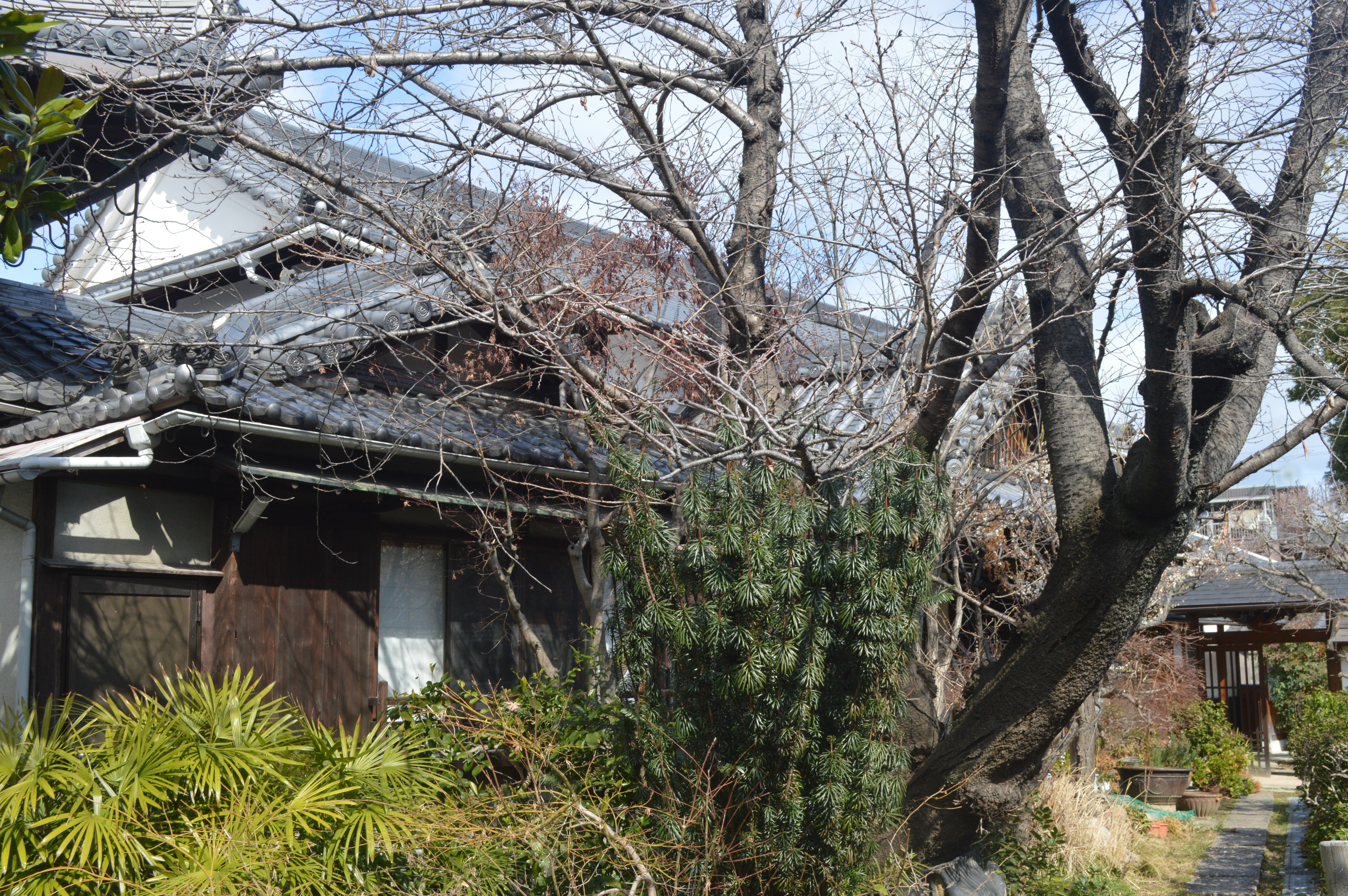
庫裏
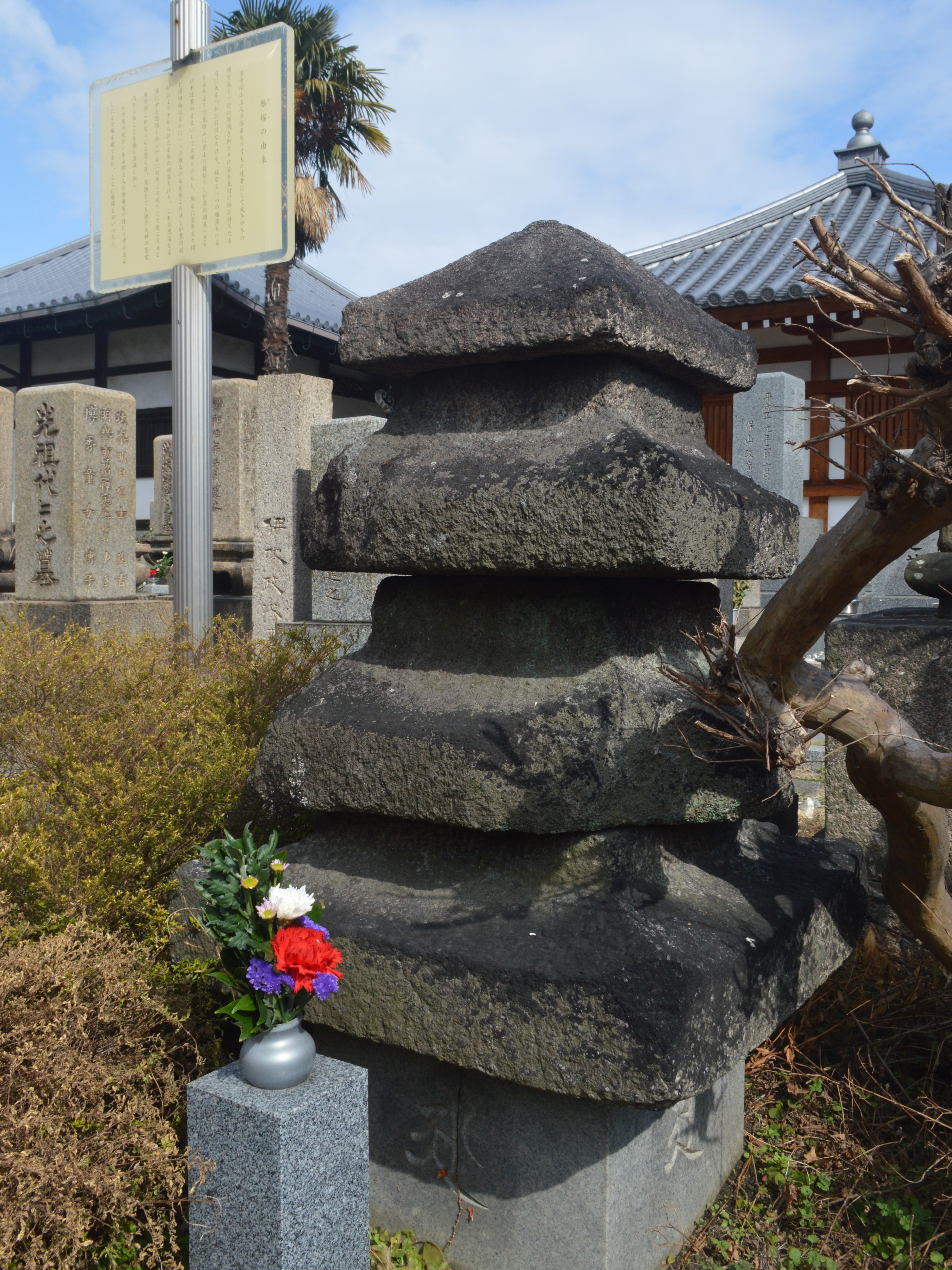
雁塚

## 交通アクセス
- Osaka Metro千日前線新深江駅から徒歩10分